# 总主教宫 (图卢兹)

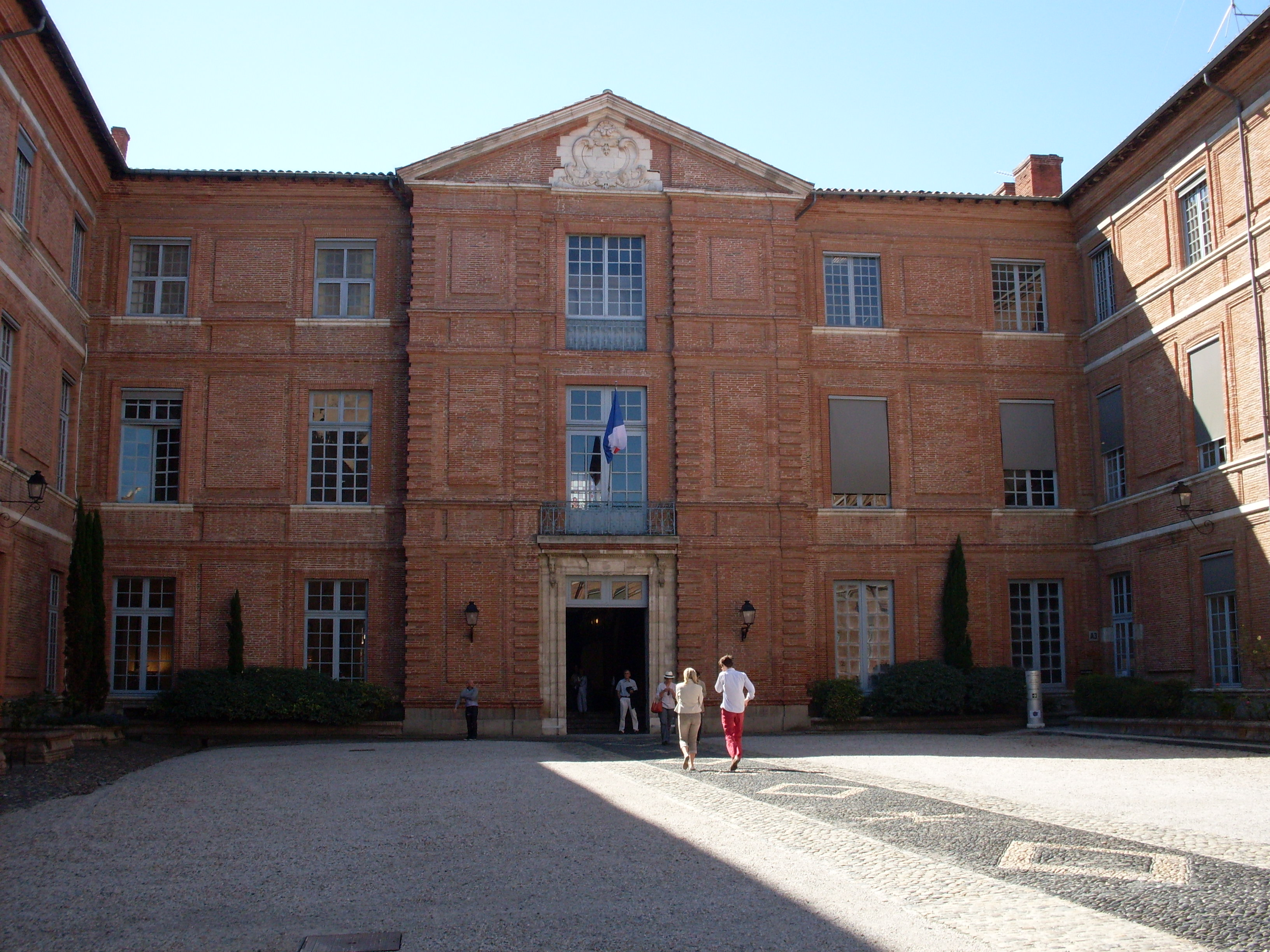

图卢兹总主教宫（法語：Palais archiépiscopal de Toulouse）是法国奥克西塔尼大区上加龙省省会图卢兹的一座历史建筑，属于天主教图卢兹总教区，位于圣斯德望广场（Place Saint-Étienne）。
1990年10月17日，该建筑公布为法国历史遗迹。